# Будинок Вовкінгів
«Повість про будинок Вовкінгів і всіх родичів Марка» — фентезійний роман Вільяма Морріса, можливо, першого сучасного письменника-фантаста, який поєднав уявний світ з елементами надприродного, і, таким чином, став предтечею більшої частини сучасної фентезійної літератури. Вперше роман був опублікований у твердій обкладинці видавництвом «Рівз і Тернер» в 1889 році.
Книга, написана у поєднанні прози та віршів, вплинула на популярний твір «Володар перснів» Джона Р. Р. Толкіна.

## Контекст
Цей твір і його наступник «Коріння гір» були певною мірою історичними романами з невеликою кількістю магії або взагалі без неї. Морріс продовжив розвивати новий жанр, започаткований у цьому творі, у таких пізніших фентезі, як «Дитина Крістофер і Ґолділінда Прекрасна», «Ліс за межами світу», «Колодязь на краю світу» та «Вода з чудесних островів».

## Книга

### Сюжет
Будинок Вовкінгів —  романтично реконструйований портрет життя німецьких готських племен, написаний в архаїчному стилі та з великою кількістю поезії. Морріс поєднує власні ідеалістичні погляди з тим, що було відомо на той час про звичаї та мову його підданих. Він зображує їх простими й працьовитими, здатними на героїчні вчинки, щоб захистити свої сім'ї та свободу від нападів імперського Риму.
Готи Морріса живуть у місцевості під назвою Марк на річці в Морок-лісі, розділеній на Верхній Марк, Середній Марк та Нижній Марк. Вони поклоняються своїм богам Одіну та Тюру, приносячи в жертву коней, і покладаються на провидців, які пророкують майбутнє та служать екстрасенсорами — збирачами новин.
Люди Марку обирають двох військових герцогів, які поведуть їх проти ворогів, по одному з дому Вовкінгів і дому Лаксінгів. Військовий лідер Вовкінгів — Тіодольф, людина таємничим й, можливо, божественним минулим, чиїй здатності керувати загрожує володіння чудовою кольчужною сорочкою, виготовленою гномами, яка, як він сам не підозрює, проклята. Його підтримують кохана — Лісове Сонце та їхня донька Залізне Сонце, які мають родинні зв'язки з богами.

### Публікація
Вперше книга була публікована у твердій палітурці видавництвом «Різ і Тернер у 1889 році. Видання було надруковано шрифтом Basle Roman видавництва Chiswick Press 1854 року. У 1896 році воно було перевидане видавництвом Лонгманс Грін. Потім Лонгманс перевидавав його неодноразово в 1901, 1909, 1912, 1913 і 1914 роках. Після того, як авторські права Морріса були порушені, книгу перевидали інші видавництва, зокрема Russell у Нью-Йорку в 1966 році, Routledge в Лондоні в 1992 році, Inkling Books в Сіетлі у 2003 році та Elibron Classics у 2005 році.

## Рецензія
Щомісячник Atlantic Monthly, рецензуючи книгу в 1890 році, писав, що в ній Морріс „використовує дуже досконале мистецтво“, коментуючи, що „сага“ має „різноманітний характер“ і є „історією, що йде від самого серця поета, і що в ній широкий простір надано для особливих рис його генія“. Рецензент пояснює, що „більша частина — це проза, але промови зазвичай виголошуються віршами“, а проза написана „своєрідним і штучним стилем, добре витриманим, але таким, що виводить твір за межі прози“… це створює ілюзію, подібну до тієї, що створюється звичайною віршованою формою. Вона дуже красива у своєму загальному русі і кольорі, і дуже благородна у фразах; її манірність, навіть, симпатизує готичному елементу в самому творі. Це така проза, яку міг би написати тільки поет». Рецензент додає, що «сам твір є надзвичайної краси в деталях, багатий як дрібними, так і широкими ефектами», ілюструючи це словами: «Кожен із його розділів рано чи пізно стає картиною, чудово згрупованою, прекрасною або величною у своїй одиниці, але з тією турботою про світло, тінь і позу, навіть про костюм і рамку, яка розкриває художника: … тепер сцена під сонячним світлом галявини, то в тіні місячного світла або в гущавині; тут бурхливий світанок, там літній полудень; але скрізь присутній олівець художника».
Оскар Вайлд починає свою рецензію 1889 року в газеті «Pall Mall Gazette» словами: «Остання книга містера Морріса — це витвір чистої художньої майстерності від початку до кінця, і сама віддаленість її стилю від загальноприйнятої мови та звичайних інтересів нашого часу надає всій історії дивної краси й незнайомого шарму. Вона написана змішаною прозою та віршами, як середньовічна „байка“». Вайлд пише, що «з художньої точки зору це можна описати як спробу повернутися шляхом самосвідомого зусилля до умов більш ранньої та свіжої епохи. . . . Коли результат прекрасний, метод виправданий. . . Безумовно, робота пана Морріса має цю досконалість. Його тонкі гармонії та багаті каденції створюють у читача той дух, який тільки й може бути інтерпретований його власним духом, пробуджують у ньому щось від темпераменту чи романтики й, виводячи його з його власної епохи, ставлять у більш правдивий і життєвий зв'язок з великими шедеврами усіх часів і народів». Після розлогого цитування тексту Вайлд робить висновок: «У дні грубого реалізму й безглуздого наслідування, це велике задоволення вітати роботу такого роду. Це твір, який не може не викликати захоплення у всіх поціновувачів літератури».
Літературний критик Рейчел Фалконер, озираючись на «Будинок Вовкінгів» Морріса, лорда Дансейні та Девіда Ліндсея, зазначає, що в той час, як сучасна фентезі «надмірно» наслідує Толкіна з його вторинними світами, романтичними пошуками, типовими персонажами та сюжетними арками, більш ранні та «порівняно забуті» автори показують, «наскільки винахідливим може бути фентезі».
Дослідниця англійської літератури Анна Ванінська стверджує, що в «Будинку Вовкінгів» і «Корінні гір» Морріс розкриває свій соціалізм, зображуючи «стародавніх воєначальників, які воюють від імені своїх громад, а не заради особистої слави».

## Вплив
«Будинок Вовкінгів» був одним із тих, хто вплинув на створення популярного «Володаря перснів» Джона Р. Р. Толкіна. У листі 1960 року Толкін писав: «Мордор і підступи до Мораннона чимось зобов'язані Північній Франції після битви на Соммі». Вони більше завдячують Вільяму Моррісу з його гунами й римлянами, як у «Будинку Вовкінгів» чи «Корінні гір». Серед численних паралелей із «Володарем перснів» Морріс використовує давньоанглійські топоніми, такі як Морок-ліс та Роган, німецькі особисті імена, такі як Тіодольф, і гномів як вправних ковалів (наприклад, «Як викуваний гномами Гауберк був винесений із Зали Денних»).